# Masacre británica de mascotas
Se denomina masacre británica de mascotas al sacrificio de más de 750 000 mascotas ocurrido en 1939 en el Reino Unido, en preparación para la escasez de alimentos durante la Segunda Guerra Mundial.

## Trasfondo

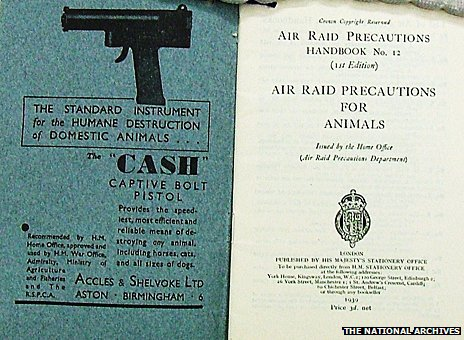
Consejo a dueños de animales.

En 1939, el gobierno británico formó el National Air Raid Precautions Animals Committee (NARPAC; comité nacional de animales para la prevención de ataques aéreos) para decidir qué hacer con las mascotas antes de que estallase la guerra. Al comité le preocupaba que cuando el gobierno necesitara racionar los alimentos, los dueños de mascotas decidieran dividir sus raciones con sus mascotas o dejar que sus mascotas se murieran de hambre. En respuesta a ese temor, NARPAC publicó un panfleto titulado «Consejo para propietarios de animales». El folleto sugería trasladar las mascotas de las grandes ciudades al campo. Concluyó con la afirmación, «si no puedes colocarlos al cuidado de los vecinos, realmente lo más caritativo es hacer que los sacrifiquen». El folleto también contenía un anuncio de una pistola de perno cautivo que podría usarse para matar a las mascotas de manera compasiva.

## Incidente
Cuando se declaró la guerra en 1939, muchos dueños de mascotas acudieron en masa a clínicas veterinarias y refugios de animales para sacrificar a sus mascotas. Muchos grupos de veterinarios como el PDSA y el RSPCA estaban en contra de estas medidas drásticas, pero sus hospitales se vieron inundados de todas formas por dueños de mascotas en los primeros días. La fundadora de PDSA, Maria Dickin, comentó: «Nuestros oficiales técnicos llamados a realizar este deber infeliz nunca olvidarán la tragedia de esos días».
Cuando Londres fue bombardeada en septiembre de 1940, aún más dueños de mascotas se apresuraron a sacrificarlas. «La gente estaba preocupada por la amenaza de bombardeos y por la escasez de alimentos, y sentía que era inapropiado tener el 'lujo' de una mascota durante la guerra».

### Oposición
Battersea Dogs & Cats Home, contra esta tendencia, logró alimentar y cuidar a 145 000 perros durante el transcurso de la guerra. Una famosa opositora de matar a las mascotas fue Nina Douglas-Hamilton, duquesa de Hamilton, una amante de los gatos, que hizo campaña contra el asesinato y creó su propio santuario en un hangar con calefacción en Ferne.

## Consecuencias
Las estimaciones dicen que más de 750 000 mascotas fueron sacrificadas en el transcurso del evento. Muchos dueños de mascotas, después de superar el miedo a los bombardeos y la falta de alimentos, lamentaron haber matado a sus mascotas y culparon al gobierno por comenzar la histeria.
En 2017, el autor Hilda Kean publicó un libro, The Great Cat and Dog Massacre, contando la historia desde una perspectiva histórica.